# Lipie (pain)
Pour les articles homonymes, voir Lipie.

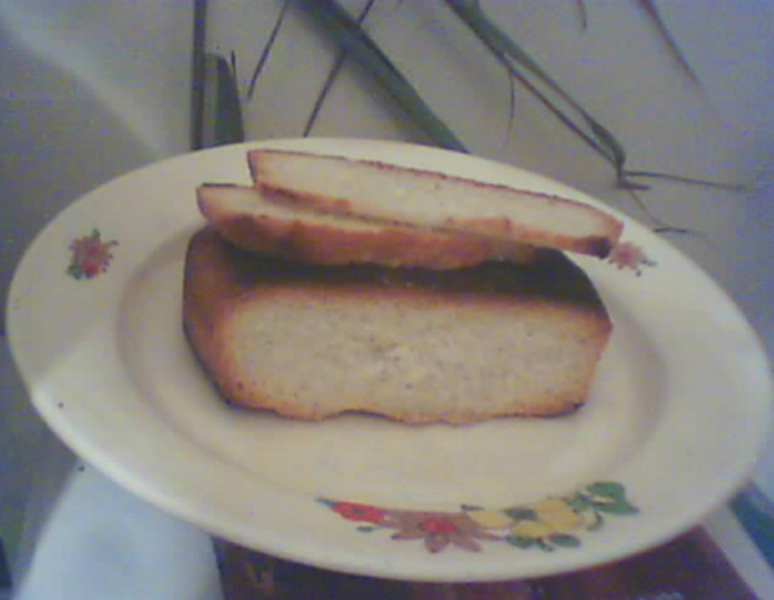
Lipie coupé.

Le lipie est un pain roumain rond ou ovale, plat, généralement fabriqué à partir de farine de différentes céréales et sans levain.
Le lipie est attesté depuis le XVIe siècle, car des illustrations de lipie sont présentes sur des broderies roumaines d’époque et des peintures murales religieuses. De plus, un spécimen datant du XVIIe siècle a été découvert dans une habitation du village médiéval de Dolhești, situé dans le județ de Iași, à l’est de la Roumanie, qui a été nommé le « pain de Dolhesti ».
Ce pain rond et aplati au centre avec des impressions de doigts possédant une mie poreuse suggère qu’il s’agit d’un pain peu levé.

## Recettes similaires
Ce type de pain se retrouve dans les cuisines :
- auvergnate (fouace),
- indienne (naan),
- sud-américaine (tortilla),
- italienne (focaccia),
- orientale (pain pita),
- provençale (fougasse),
- scandinave (knäckebrot).